# Oxyanthus schumannianus
Oxyanthus schumannianus är en måreväxtart som beskrevs av De Wild. och Théophile Alexis Durand. Oxyanthus schumannianus ingår i släktet Oxyanthus och familjen måreväxter. Inga underarter finns listade i Catalogue of Life.